# Willem Hesselink
Willem Frederik Hesselink (Arnhem, 8. veljače 1878. – Bennekom, 1. prosinca 1973.) je bio nizozemski nogometaš. Jedan je od osnivača nogometnog kluba Vitessea iz 1892., kad je Hesselink imao samo 14 godina. Igrao je za HVV tijekom zlatnih godina kluba, kad su nekoliko puta osvojili prvenstvo. Nakon toga, Hesselink se 1903. godine preselio u München zbog studija, i pridružio se Bayern Münchenu. U tri godine u klubu, postao je njihov sjajni igrač, trener i predsjednik. 1905. godine, nastupio je u povjesnoj, prvoj utakmici nizozemske nogometne reprezentacije kod kuće, u kojoj su pobijedili Belgiju 4:0. Neki povjesničari tvrde da je Hesselink postigao pogodak na toj utakmici. 
Hesselink je također bio sjajan atletičar, uz nekoliko osvojenih nacionalnih rekorda u skoku u dalj. Uz to, momčad s njim i njegovom braćom, postala je nacionalni prvak u potezanju konopa.
Bio je i poznat po svojoj plavoj vunenoj kapi, koju je, kako se čini, nosio dan i noć, pa je dobio nadimak Svećenik, iako je već bio poznat po svojem, češće korišenom nadimku, Doktor, kojeg je dobio zbog svojeg doktorata iz kemije.
Tijekom godina, postao je jako uspješan zbog svojih doktorata iz kemije i filozofije, pa je postao upravitelj nizozmskog Keuringsdienst van Waren. Zanimljivo, bio je i vještak u nekoliko slučaja umorstava, a osnovao je laboratorij i napisao nekoliko knjiga. 